# Tabaluga
Tabaluga est une série d'animation germano-australienne en 78 épisodes de 24 minutes créée par Peter Maffay, Gregor Rottschalk et Rolf Zuckowski, produite par Studio 100 et diffusée en Allemagne en 1997 sur ZDF, en 2004 sur KiKA et en Australie sur Seven Network.
Celle-ci met en scène Tabaluga le dragon vert, personnage résidant dans le Monde Vert, une contrée fictive caractérisée par l'équilibre naturel de son environnement. Ce personnage a été conçu par le musicien allemand Peter Maffay en 1983 en tant que personnage musical. C'est Helme Heine qui a créé le personnage de la série, inspiré par celui de Peter Maffay. Le compositeur pour chansons d’enfants Rolf Zuckowski et l’écrivain Gregor Rottschalk ont également participé à l'élaboration de la série.
Flying Bark Animation (anciennement connu sous le nom Yoram Gross Films) a également produit une série de dessins animés de Tabaluga.
En 2008, Studio 100 fait acquisition de la société allemande EM.Entertainment qui était jusqu'alors propriétaire de la série télévisée,.
En France, la série a été diffusée à partir du 31 août 1998 sur TF1 dans TF! Jeunesse, puis rediffusée depuis le 25 juin 2011 sur France 5 dans Zouzous, et au Québec à partir du 30 août 1999 sur Canal Famille.

## Synopsis
Tabaluga, dernier des dragons et prince héritier du Monde Vert après la mort de son père Tyrion, a pour mission de défendre son royaume face à deux adversaires qui se disputent pour le conquérir. Le premier est Arktos, bonhomme de neige dictateur, glacial et abominable qui vit sur une banquise gelée. Depuis des siècles, il cherche à geler le Monde Vert et à en faire une étendue gelée. Il opère son dessein grâce à des armées d'ours polaires, de morses et de pingouins mais se retrouve vaincu à la fin de la première saison. Il a désormais le droit d'envoyer de la neige et du givre seulement pour trois mois de l'année (l'hiver). Il tente ensuite de prendre le statut princier de Tabaluga.
Son autre ennemi est Humsin, une tempête de sable souvent représentée par un vent (le sirocco) qui cherche à transformer le Monde Vert en un désert brûlant. Il vit dans un désert chaud et sec et entreprit de posséder le Monde Vert lorsqu'il apprit qu'Arktos eut coupé tous les arbres de cette contrée : il estime que « tout endroit sans arbre est un désert, et que tous les déserts sont à [lui] ». Heureusement que Tabaluga est chaleureusement soutenu par ses amis. Sa longue quête sera brouillée d'embûches et remplie d'aventures. Les saisons 1 et 3 ne mettent pas en scène cet adversaire, mais seulement le premier.

## Fiche technique

### Saison 1 et 2
- Producteurs
  - Yoram Gross Film Studios : Yoram Gross
  - EM-Entertainment : Thomas Haffa
  - Tabaluga GmbH : Peter Maffay
  - ZDF Enterprises : Werner Schwaderlapp
- Producteurs exécutifs
  - Yoram Gross Film Studios : Sandra Gross et Tim Brooke-Hunt
  - EM-Entertainment : Florian Haffa
  - Tabaluga GmbH : Franz Von Auersperg
  - ZDF Enterprises : Heike Lagé
- Directeurs musique : Peter Wagner et Andy Sedlmaier
- Scénaristes : Susan Beak, Goeff Beak, John Palmer, David Witt, Malcolm McGookin, Dale Scott et Christopher Plowright
- Storyboardeurs : Susan Beak, Steve Lumley, Ray Nowland, Evgeni Linkov, Pere Van Reyk, Stephané Portal, Malcolm McGookin et Richard Slapczynski

### Saison 3
- Producteurs :
  - Franziska Guderian
  - André Kussmaul
  - Anke Steinbacher
  - Rodney Whitham
- Producteurs exécutifs :
  - Matthias Schulze
  - Hans-Jürgen Steimer
  - Geoff Watson
- Directrice production : Olga Zahorsky
- Réalisateur : David Evans
- Musique : Clive Harrison
- Développeur scénario : Lisa Kitching
- Scénaristes : Mélanie Alexander, Adam Bowen, Grant Fraser, Michael Maurer, Chris Phillips, Phil Sanders, Rhett Walton et David Witt
- Directeur animation : Gennadi Khalin
- Scénarimage : Ivaylo Ivantchev, Gannadi Khalin, Tony Lovett, Royce Ramos et Michael Van Reyk
- Créateur personnages : Ivaylo Ivantchev
- Créateurs décors : Matthew Ham et Abeth de la Cruz
- Générique début : Petter Rudolph Heinen (compositeur), John Palmer (parolier) et Chris Thompson (interprète)
- Générique fin : Peter Maffay (compositeur)

## Doublage français
- Yann Pichon : Tabaluga
- Michel Tugot-Doris : Arktos
- Michel Castelain : Humsin, Tyrion et voix additionnelles masculines
- Christine Pâris : Nessaya et voix additionnelles féminines
- François Jaubert : Valtor et voix additionnelles masculines
- Frédéric Cerdal : James, Shouhou
- Stéphanie Lafforgue : Lutine
- Sylvain Gillet : Digby
- Olivier Korol : Kayo
- Patrice Dozier : Kayo (2e voix)

 Source et légende : version française (VF) sur RS Doublage

## Personnages
- Si vous ne connaissez pas le sujet, laissez ce bandeau (vous pouvez alors contacter les auteurs).
- Si vous supprimez le contenu mis en cause (vous pouvez préalablement contacter les auteurs),

argumentez précisément cette suppression dans la page de discussion
(un manque de référence n'est pas un argument ; une recherche réelle de référence doit avoir été effectuée, être formellement documentée).

### Monde vert

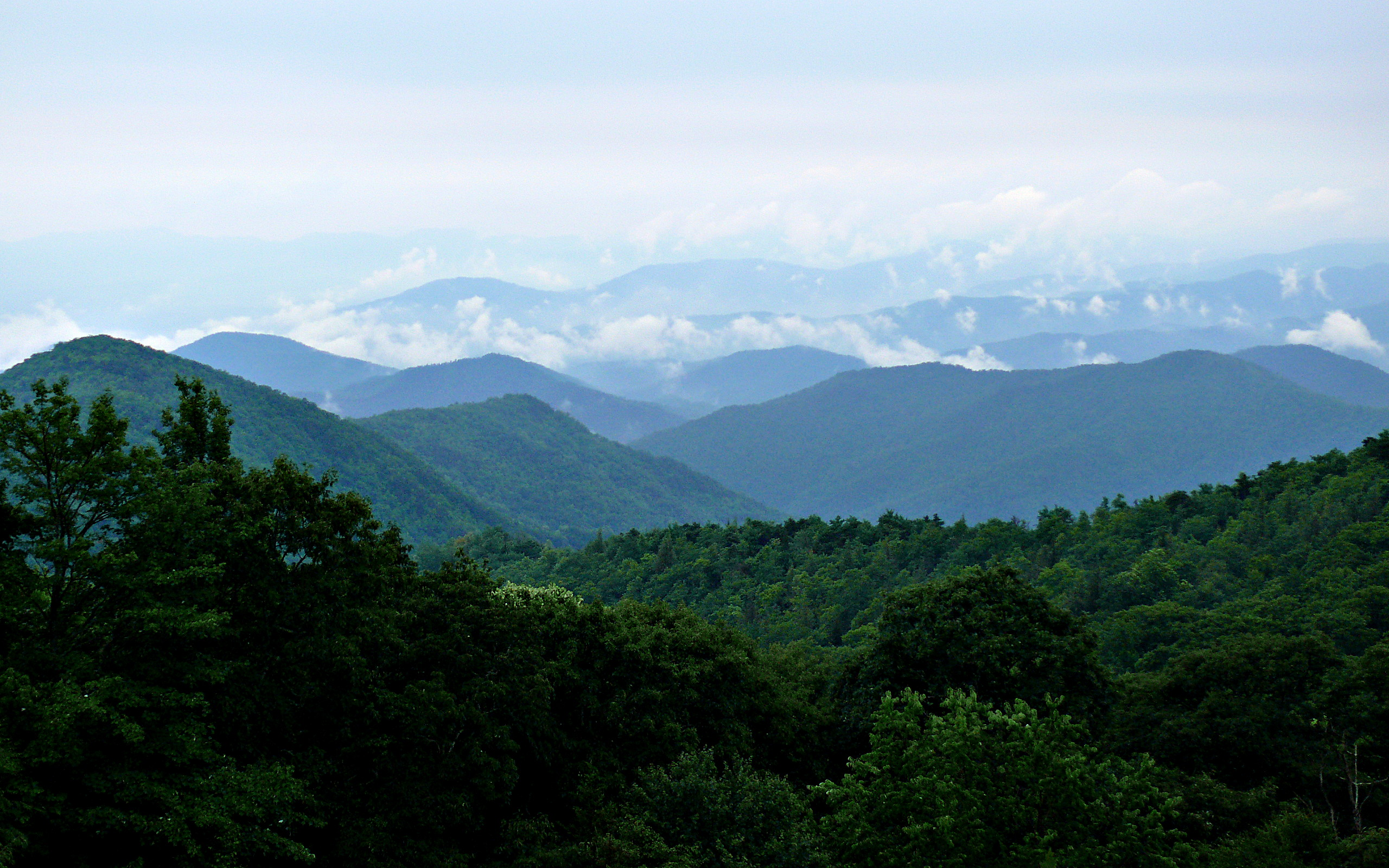
La géographie du Monde Vert, verdoyante et montagneuse, suggère un climat continental humide similaire à celui d'une grande partie de l'Amérique du Nord, comme ici à Blue Ridge Mountain dans les Appalaches aux États-Unis.

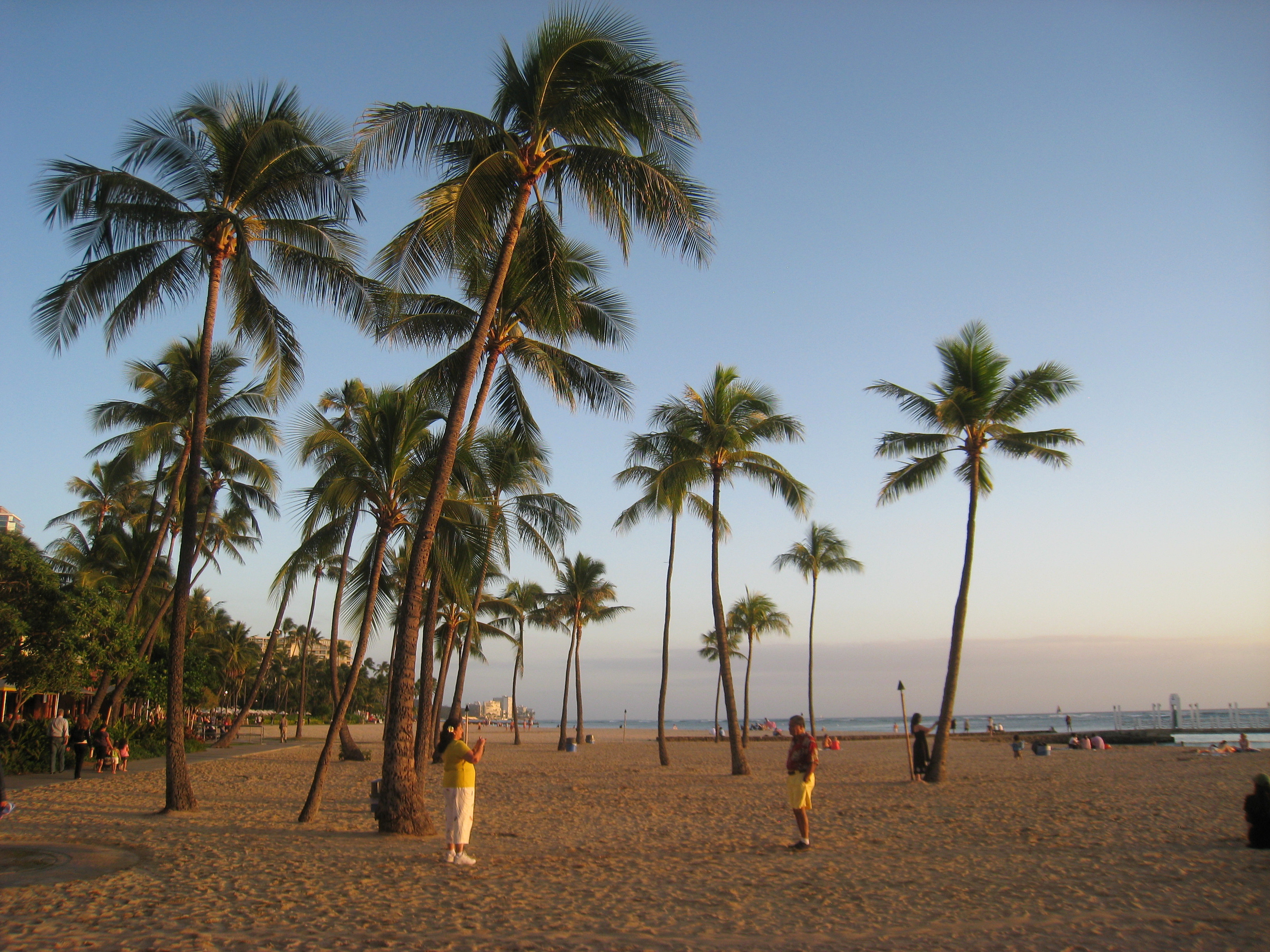
D'autres espaces, notamment les plages, supposent davantage un climat tropical (ici à Hawaï aux États-Unis).

- Tabaluga : petit dragon de couleur verte aux mains, pieds, ailes et ventre jaunes, héritier et prince du Monde Vert depuis la mort de son père Tyrion. Découvert par les petits animaux de ce monde, sa mission consiste à protéger et défendre le Monde Vert (sa principauté) contre ses adversaires Arktos (saisons 1, 2 et 3) et Humsin (saison 2 uniquement). Il a beaucoup d'amis et est respecté par tous les habitants de son monde. Généreux, courageux mais parfois aussi naïf, il agit rarement pour la guerre, cherchant plus souvent la paix et la réconciliation.

- Lutine : petite lapine blanche portant une robe et des chaussures roses. Tabaluga la trouve dans le Monde glacé par accident, congelée dans une stalactite. D'un naturel méfiant et même si elle a bon fond, elle peut se montrer colérique et agressive. Elle fait partie des meilleurs amis de Tabaluga et le suit partout où il va.

- Digby : jeune taupe mâle maladroite et malvoyante. Très gourmand, il est aussi étourdi, rêveur et souvent peureux. Il manque de confiance en lui et manque parfois de sens critique.

- Rubis : colibri vert aux ailes rouges et au ventre blanc. C’est un ami proche de Tabaluga et il habite sur l’Arbre de vie.

- Buzz : abeille mâle striée jaune et marron. Il habite dans une ruche avec les autres abeilles du Monde Vert. Dans Les Puces de sable, il se considère comme inutile et manque de confiance en lui. Néanmoins, il se rend compte que tout le monde a sa propre utilité à la fin de cet épisode.

- Tyrion : père de Tabaluga, il est le roi du Monde Vert durant les siècles qui précèdent la naissance de son fils. Il cache l’œuf contenant Tabaluga dans la terre tout en priant pour qu’il éclose rapidement, sans quoi le Monde Vert serait livré aux mains d’Arktos. À sa mort, il se transforme en étoile et brille au-dessus du Monde Vert chaque nuit. Tabaluga lui demande souvent des conseils par l'esprit lorsqu’il se trouve dans des situations difficiles.

- Shouhou : vieux hibou grand-duc possédant une précieuse boule de cristal qui lui permet de pratiquer la cristallomancie. Son art divinatoire lui permet de visualiser des événements passés, présents et futurs dans son cristal. Sage érudit, il s'exprime parfois par proverbes et fait figure d'autorité auprès des jeunes habitants du Monde Vert (y compris Tabaluga). Il travaille au service d’Arktos durant toute la saison 1, par stratégie et loyauté envers Tyrion qui le lui demande avant sa mort (« L’époque de Tyrion s’achève. […] Je te demande un grand sacrifice. […] Si Arktos croit te dominer ainsi que la boule de cristal, il deviendra ainsi plus facile à manipuler »).

- Nessaja : sûrement le plus vieil animal du Monde Vert, cette tortue géante est âgée de plus de mille ans. Elle discute souvent avec Shouhou, les deux animaux formant un aréopage de sagesse. Elle n'hésite pas à prodiguer des conseils à Tabaluga.

### Monde glacé

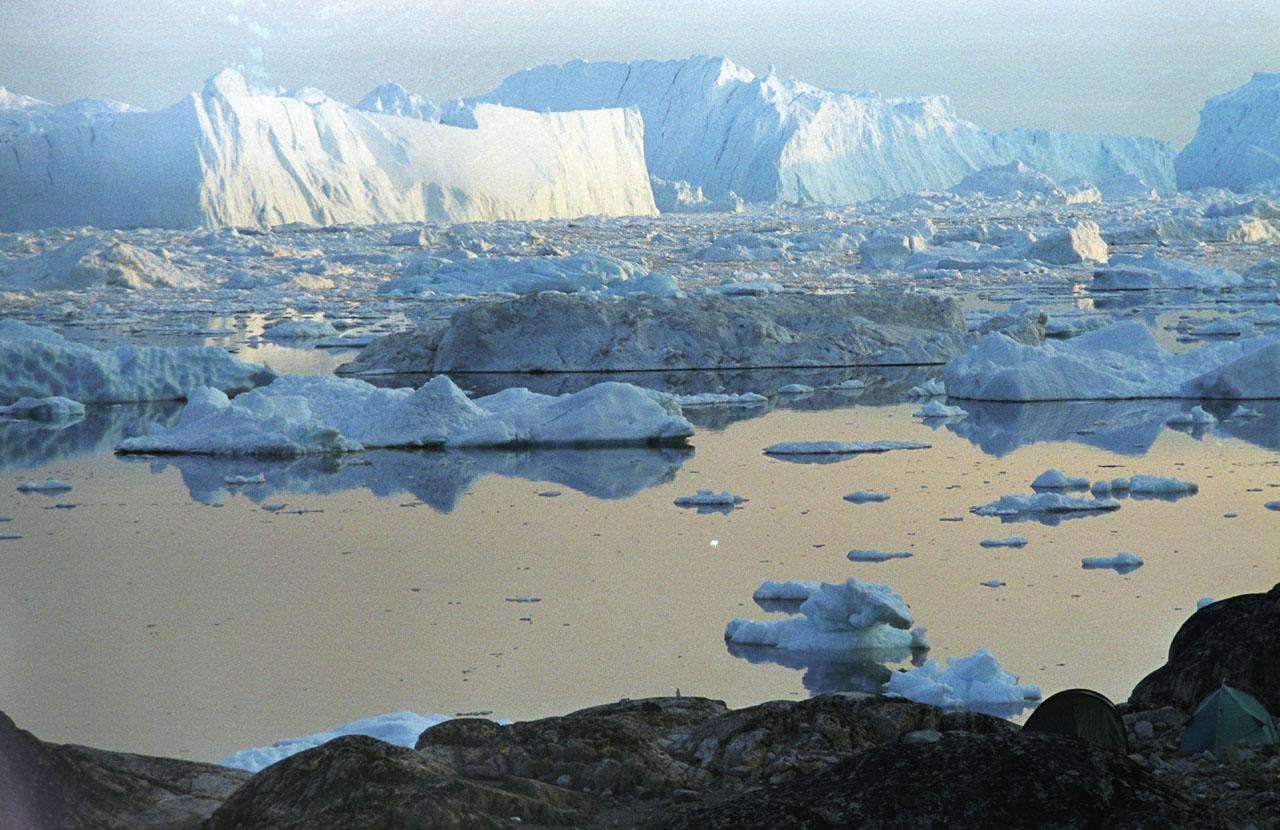
Le Monde glacé représente une banquise hostile dont les paysages et la faune évoquent l'Arctique.

- Arktos : tyran souverain du Monde glacé et roi de Glaceville. Il s’agit d’un bonhomme de neige et son désir le plus cher perdure depuis plusieurs siècles : recouvrir le Monde Vert d’une étendue de neige et de glace. Il dirige des légions d’ours polaires, de pingouins, de phoques et de morses enrôlés dans ses armées. Il organise de vastes campagnes d'agression pour congeler le Monde Vert, mobilisant ses troupes ainsi qu'une impressionnante artillerie de neige et de glace. Il a le pouvoir de congeler les autres par son souffle glacé. Battu dans le dernier épisode de la saison 1, il est contraint de signer un armistice avec Tabaluga : il perd d'importants territoires, son royaume se limitant désormais presque à son palais de glace, et il n’a plus désormais le droit que de geler le Monde Vert trois mois dans l'année. Par la suite, il ouvre un commerce de marchand de glaces, n'abandonne pas ses velléités de conquête du Monde Vert et tente de prendre le trône de Tabaluga. Dans la saison 3, il est à nouveau l'antagoniste principal et cherche à s'emparer du puissant pendentif du dragon avant Tabaluga.

- James : manchot majordome et bras droit de Arktos. Élégant et urbain, il porte un monocle à l’œil gauche et se perçoit comme un gentleman. S'il obéit aveuglément à Arktos, il est d'un naturel moins malfaisant et remplit parfois sa mission à contrecœur.

- Valtor : vautour paranoïaque et râleur, il déteste le froid et les glaces. Tel qu’il le dit lui-même, il est un « oiseau du désert » et ne supporte pas de vivre ailleurs. Pourtant, dans les saisons 1 et 3, il vit à Glaceville et travaille au service de Arktos (c’est pour cette raison qu’il porte toujours un bonnet et une écharpe de laine). Dans la saison 2, il trahit Arktos et se met au service de Humsin.

- Rex : requin extrêmement féroce de Arktos, il est emprisonné dans un trou d'eau dans la salle du Triomphe de Glaceville. Il apparaît dans les 2e, 9e, 14e, 20e et 25e épisodes de la saison 1 ainsi que dans les 17e et 20e épisodes de la saison 3. Ce sont des prisonniers qui se voient confier la mission de le nourrir, mais ils sont beaucoup trop effrayés. Arktos s'occupe alors personnellement, quoique tout autant apeuré, de lui donner des sardines.

### Monde du désert

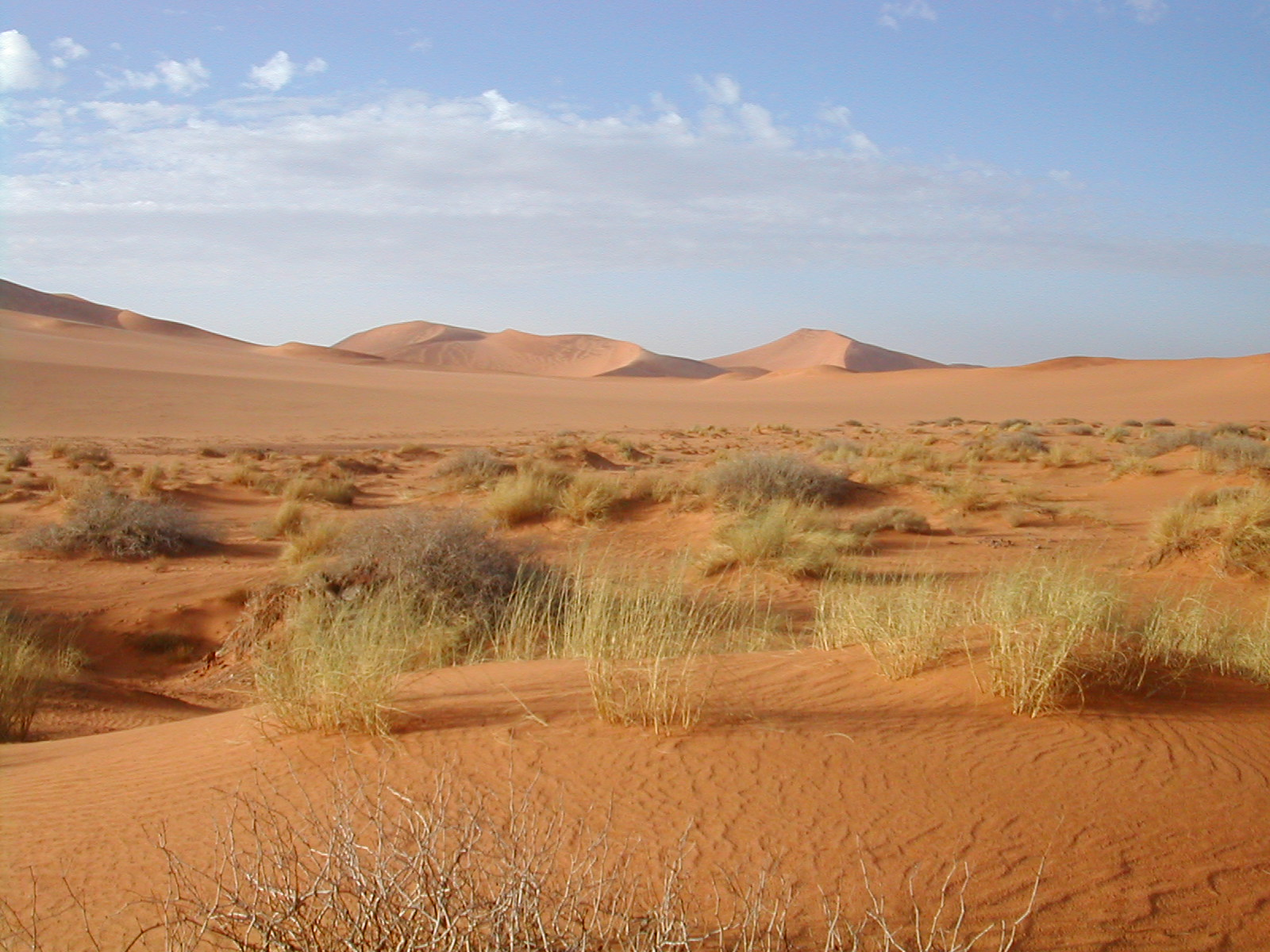
Humsin règne sur un immense désert aride qui évoque le Sahara (ici le Sahara algérien, près de Tamanrasset).

- Humsin : souverain des déserts chauds, il apparaît uniquement dans la saison 2 de l’épisode 28 à l’épisode 51. Dans la saison 2, il devient le principal antagoniste et l'ennemi le plus redoutable du Monde Vert. Ayant appris par son espion Kayo que le Monde Vert avait été déforesté par Arktos, il décide d’en faire sa propriété en le transformant en désert géant. Comme Arktos, il dirige des légions de lézards, de salamandres, de rats, de hyènes, de chameaux et de dromadaires et déploie une immense artillerie projetant du sable et des cailloux. C’est également l’ennemi juré de Arktos et il rêve de la disparition de l'hiver. Son apparence évoque une tempête de sable : il a d’ailleurs la capacité de créer des tempêtes de sable et de générer le sirocco.

- Kayo : le fidèle caméléon de Humsin, dont il est l'espion. Il a la capacité de se fondre dans n’importe quel décor en se rendant invisible. Dans la saison 3, il tente vainement de travailler pour Arktos avant de rejoindre sincèrement le Monde Vert.

- Autruche : autruche mathématicienne. C’est la comptable de Humsin, régulièrement chargée de compter le nombre de grains de sable que ce dernier introduit dans le Monde Vert au cours de ses attaques. Occasionnellement, elle compte aussi le nombre de chips qu’il possède.

## Épisodes

### Première saison (1997-1998)
1. Le Dernier des dragons (The Last One of His Kind)
2. Bonjour Lutine (Happy Without Ending)
3. Le Barbecue (A Very Hot Thing)
4. Servir deux maîtres (Servant of Two Masters)
5. Jouer au plus malin (Dubious Dealings)
6. Le Gros nuage (The Big Cloud)
7. Tabaluga et Lili (Tabaluga and Lilli)
8. Défaite cuisante (The Wiser Head Does Not Give Up)
9. Faire d'une pierre deux coups (Two Birds With One Stone)
10. Les dragons ne pleurent pas (Dragons Do not Cry)
11. Un cadeau empoisonné (A Fatal Present)
12. L'Arbre de vie (The Tree Of Life)
13. Trop de sel (Too Much Salt Is Detrimental To The Health)
14. Une première ratée (A Ruined Premiere)
15. La Rivière du temps (The Flow of Time)
16. Reine d'un jour (Queen For One Day)
17. Les Graines de tournesol (A Matter Full of Seeds)
18. Qui est le tricheur ? (Someone Is Cheating)
19. Un dragon de trop (One Dragon Too Many)
20. La Glace aux fruits (Mister Nice Guy)
21. L'Éclipse (A Fiery Encounter)
22. Une amitié sincère (A Splendid Couple)
23. Voyage vers la Lune (Moonstruck)
24. Un lapin encombrant (The Abducted Scamp)
25. Les Visiteurs (The Visitors Who Came In From The Cold)
26. Glace au chocolat pour tous (Chocolate Ice for Everybody)

### Deuxième saison (2001-2002)
1. Prince Tabaluga (Prince Tabaluga)
2. Humsin (Humsin)
3. Valtor (Dangerous confidence)
4. Premières Neiges (Big Freeze)
5. L'avenir le dira (Prophecy)
6. Digby, notre héros (Digby, The Hero)
7. L'Inondation (Flood)
8. L'Apprenti de Shouhou (A Spiny Danger)
9. La Récolte de pommes de terre (Potato Festival)
10. Le Cactus géant (The Day of the Cactus)
11. Le Monde des exclus (The Big Change)
12. Les Puces de sable (Sand Fleas)
13. Au pays des salamandres (The Lost Dragon)
14. Le Petit vautour (The Ice Beast)
15. La Trêve (Peace Play)
16. Le Bébé Yéti (My baby)
17. Le Génie (Genie)
18. La Disparition (Kidnapped)
19. Une étrange ressemblance (Double Trouble)
20. La Formule magique (Sweet Dreams Hamsin)
21. L'Oiseau de lumière (The Thundwerbird)
22. Le Monstre des cavernes (Bully for You)
23. L'Énigme (The Scrying Game)
24. La Montagne du dragon (Dragon Mountain)
25. La Tempête de sable (The Sands of Doom)
26. Les Grandes décisions (Majority Rules)

### Troisième saison (2003-2004)
1. Le Pendentif du dragon (The Dragon Pendant)
2. Les Signes du dragon (The Quest)
3. Histoires d'épouvante (Scary Story)
4. Tabaluga relève le défi (Tabaluga's Challenge)
5. Le Signe du feu (Fire Stone)
6. La Potion (Little Wonder)
7. L'Anniversaire de Nessaja (Arktos The Good)
8. La Forêt ténébreuse (The Gloomy Forest)
9. Le Bébé croco (Mother Arktos)
10. Le Signe du vent (Eye in the Sky)
11. Amnésie (Do not Forget to Remember)
12. Roly le Troll (Fool's Gold)
13. La Fleur de Pajoris (Where is Winter?)
14. Les Baleines (Whale of a Tale)
15. Cryogena (Last Gasp)
16. Le Signe de l'eau (Troubled Waters)
17. Terrain miné (Hidden Treasures)
18. À vos souhaits ! (Wish Upon a Star)
19. Le Bal masqué (Who's Who)
20. Le Signe de la glace (The Hidden Chamber)
21. Le Grand prix (Ready, Set, Go!)
22. La Promesse de Digby (Digby's Promise)
23. Kayo, ami ou ennemi ? (Kayo: Friend or Foe?)
24. Le Signe du fer (Menace in the Mountains)
25. La Grotte de cristal (Dragon World)
26. Le Pouvoir du pendentif (Lost Pendant)

## Diffusion

### Syndication mondiale
| Pays               | Chaînes                             |
| ------------------ | ----------------------------------- |
| États-Unis         | Fox Family                          |
| Finlande           | MTV3                                |
| France             | TF1, France 5                       |
| Allemagne          | ZDF, KiKA                           |
| Irlande            | TG4                                 |
| Pologne            | TVP1, Mini Mini                     |
| Portugal           | Cartoon Network, Canal Panda, RTP 2 |
| République tchèque | TV Prima                            |
| Roumanie           | TVR1                                |
| Royaume-Uni        | Cartoon Network, POP!               |
| Russie             | STS, Telenyanya                     |
| Ukraine            | TET (en)                            |

## Produits dérivés

### Sorties vidéo
Alors que quatre volumes, pour la première saison, ont vu le jour, seul le premier a eu le droit à sa sortie en DVD. La distribution fut assurée par la Warner.

En revanche pour la deuxième saison, pas moins de 6 volumes, tous en DVD, ont été commercialisés.
| Saison | Volume  | Episodes                          | Support | Sortie            |
| ------ | ------- | --------------------------------- | ------- | ----------------- |
| 1      | 1       | 1 à 4                             | DVD (2) | 12 mars 2002      |
| 2      | Coffret | regroupe les volumes 1, 2, 3 et 4 | DVD (4) | 19 janvier 2007   |
| 2      | 1       | 1 à 3                             | DVD (1) | 22 septembre 2008 |
| 2      | 2       | 4 à 6                             | DVD (1) | 22 septembre 2008 |
| 2      | 5       | 13 à 15                           | DVD (1) | 16 octobre 2008   |
| 2      | 6       | 16 à 18                           | DVD (1) | 16 octobre 2008   |

## Long-métrage
En 2003, Tabaluga et Léo, un long-métrage d'animation ancré dans l'univers de la série télévisée, est produit et sort directement en DVD. Durant environ 75 minutes, il raconte l'histoire de Léo, un garçon humain orphelin arrivé par accident dans le monde de Tabaluga et d'Arktos.